# Megabalanus tintinnabulum
Megabalanus tintinnabulum (Linnaeus, 1758) é uma espécie de grandes cracas pertencentes à família Balanidae, sendo a espécie tipo do género. O epíteto específico deriva da palavra latina tintinnabulum, que significa sineta, provavelmente uma referência à aparência de pequeno sino que as conchas assumem quando agrupadas.